# Yūsuke Segawa
Yūsuke Segawa (jap. 瀬川 祐輔 Segawa Yūsuke; ur. 7 lutego 1994 w Tokio) – japoński piłkarz występujący na pozycji pomocnika.

## Kariera piłkarska
Od 2016 roku występował w Thespakusatsu Gunma i Omiya Ardija.